# Uście (obwód winnicki)
Uście (ukr. Устя) – wieś na Ukrainie w rejonie berszadzkim obwodu winnickiego, na wschodnim Podolu.
W czasach I Rzeczypospolitej wieś leżała w województwie bracławskim w prowincji małopolskiej Korony Królestwa Polskiego. W 1789 była prywatną wsią należącą do Moszyńskich. Odpadła od Polski w wyniku II rozbioru. Pod zaborami siedziba gminy Uście w powiecie olhopolskim guberni podolskiej.